# Петер Рюмкорф
Петер Рюмкорф (на немски: Peter Rühmkorf) е германски литературен критик, поет, есеист, белетрист, драматург, публицист, пародист, автор на песни.

## Биография
Роден е в Дортмунд в семейство на пътуващ кукловод. Мобилизиран е в трудови войски на фронта през 1944 г.
След края на Втората световна война прави първи опити като автор на шлагерни текстове и агитационни песни, а деветнадесетгодишен издава списанието „Пестбойле“. След като полага матура, изучава педагогика, история на изкуството, германистика и психология в Хамбург.

## Творчески път
Първата си стихосбирка „Гореща лирика“ публикува в съавторство с Вернер Ригел (1956). Тези поети са смятани за основатели на литературното направление „финизъм“, което се самовъзприема като край на всички „-изми“ и последна възможност за литературно въздействие върху обществото.
Поезията на Рюмкорф е изпълнена от провокативно остроумие, но и от песимистични настроения. Неговите често пародийни стихове са събрани в първата му самостоятелна книга „Земни удоволствия в g“ (1959). От 1961 г. поетът е член на Съюза на немските писатели.
През 1962 г. публикува книгата си „Фокуси. 50 стихотворения наред с ръководство за противодействие“, която намира широк отзвук сред читателите. В 1963 г. става член на Свободната академия на изкуствата в Хамбург, а от 1972 г. е член на ПЕН центъра на ФРГ. През 1969 г. е гост-лектор по модерна немска литература в университета на Остин, Тексас.
Следващата му стихосбирка е „Феникс – напред!“ (1977). В 1977 г. става член на Немската академия за език и литература в Дармщат, а в 1987 г. – на Берлинската академия на изкуствата. През 1979 г. излиза поетическата му книга „Срок на годност до края на 1999“. Своя читателска публика намират и стихосбирките му „Освен любовта нищо друго“ (1986) и „Когато – но тогава“ (1999).

## Награди и отличия
- 1958: „Награда Хуго Якоби“
- 1964: Stipendiat der Deutschen Akademie Rom Villa Massimo
- 1976: Stadtschreiber von Bergen
- 1976: „Награда Йохан Хайнрих Мерк“ за есеистика
- 1979: „Награда Ерих Кестнер“
- 1979: „Награда Анете фон Дросте-Хюлзхоф“
- 1980: „Награда Александер Цин“ на град Хамбург
- 1980: „Бременска литературна награда“
- 1984: „Почетна награда на „Дружество Хайнрих Хайне““
- 1986: „Награда Арно Шмит“
- 1987: documenta-Schreiber
- 1988: „Награда Хайнрих Хайне“ на Министерството на културата на ГДР
- 1989: Почетен доктор на унверситета в Гисен
- 1993: „Награда Георг Бюхнер“
- 1993: Justinus-Kerner-Preis
- 1993 Plakette der Freien Akademie der Künste in Hamburg
- 1994: Medaille für Kunst und Wissenschaft der Freien und Hansestadt Hamburg
- 1996: „Награда на Югозападното радио“
- 1996: „Награда Валтер Хазенклевер“
- 1999: Почетен доктор на Гьотингенския университет
- 2000: Carl-Zuckmayer-Medaille
- 2000: „Награда Хофман фон Фалерслебен“ за критическа литература
- 2000: Johann-Heinrich-Voß-Preis für Literatur und Politik
- 2002: „Награда Йоахим Рингелнац“
- 2003: „Награда Николас Борн“
- 2005: „Награда Ерик Регер“
- 2009: „Каселска литературна награда“ за гротесков хумор (посмъртно)